# Razecueillé
Razecueillé  ist eine französische Gemeinde mit 31 Einwohnern (Stand: 1. Januar 2022) im Département Haute-Garonne in der Region Okzitanien. Sie gehört zum Kanton Bagnères-de-Luchon und zum Arrondissement Saint-Gaudens. Die Einwohner werden als Razecueillétois bezeichnet. 
Sie grenzt im Norden und im Osten an Milhas, im Südosten an Portet-d’Aspet, im Süden an Boutx und im Südwesten und im Westen an Sengouagnet.

## Bevölkerungsentwicklung
| Jahr                      | 1962 | 1968 | 1975 | 1982 | 1990 | 1999 | 2008 | 2015 | 2019 |
| ------------------------- | ---- | ---- | ---- | ---- | ---- | ---- | ---- | ---- | ---- |
| Einwohner                 | 85   | 69   | 66   | 64   | 36   | 37   | 32   | 41   | 35   |
| Quelle: Cassini und INSEE |      |      |      |      |      |      |      |      |      |

Die höchste Einwohnerzahl hatte der Ort mit circa 400 Personen im 19. Jahrhundert.

## Sehenswürdigkeiten
- Mittelalterlicher Rundturm, vermutlich Rest der 1880 abgerissenen Burg
- Kirche St-Michel, erbaut im 19. Jahrhundert